# Aquincum Museum

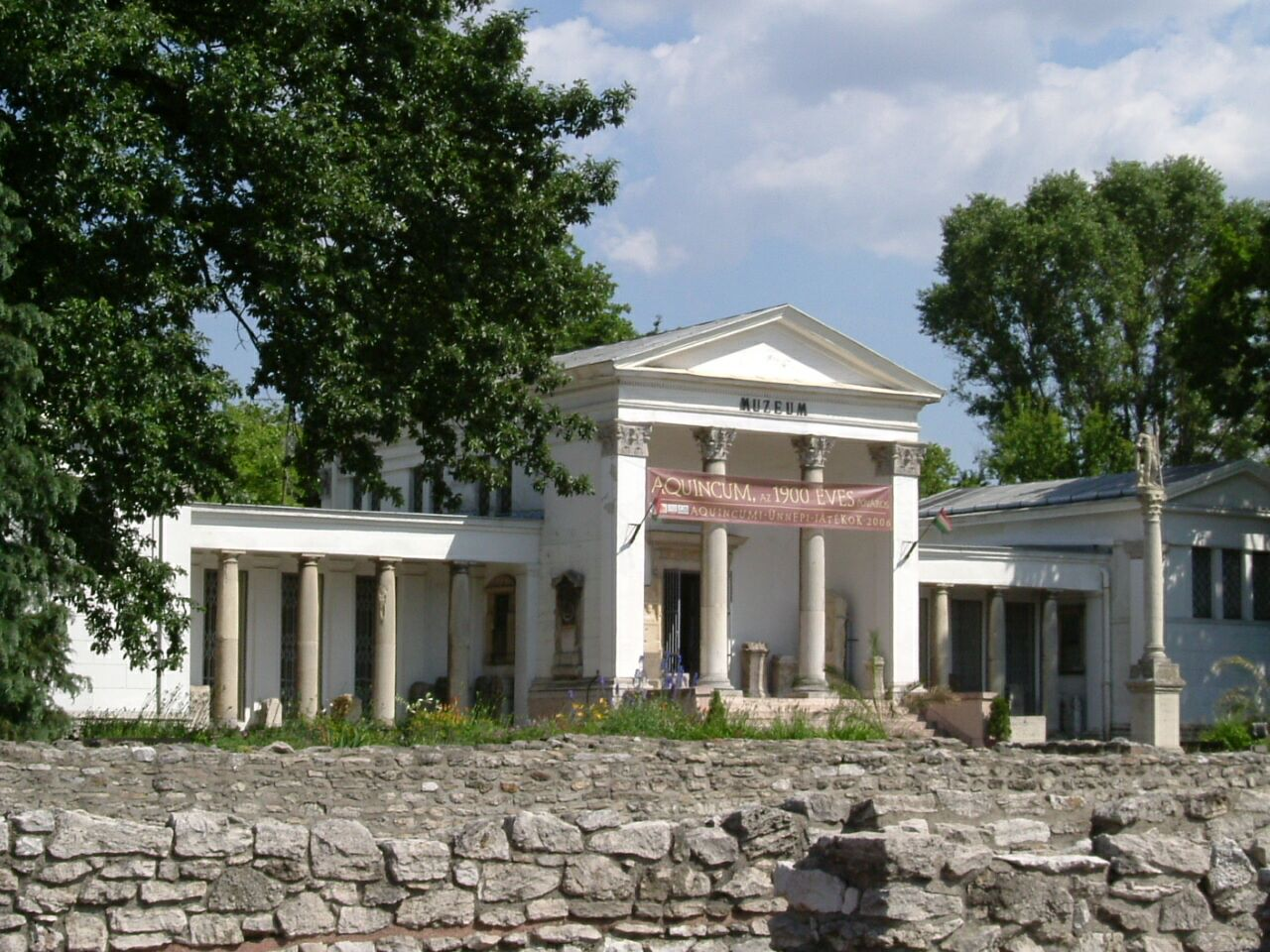
Historisches Museumsgebäude des Aquincumi Múzeum

Das Aquincum Museum (ungarisch Aquincumi Múzeum) ist ein archäologisches Museum in der ungarischen Hauptstadt Budapest, in dem die Geschichte und Archäologie der antiken Vorgängersiedlung Aquincum präsentiert wird. Es befindet sich im nördlichen Teil der westlichen Stadthälfte Buda im III. Budapester Bezirk. Das Aquincum Museum ist eine Zweigstelle des Historischen Museums Budapest und gleichzeitig an dessen Funktion als offizielle Behörde der Stadt für den archäologischen Denkmalschutz beteiligt. Aufgabe der Einrichtung ist also die Erforschung und Sicherung des archäologischen Erbes der Stadt, die Aufbewahrung und Aufarbeitung sämtlicher Funde und ihre Präsentation für die Öffentlichkeit.

## Aufbau und Sammlungen

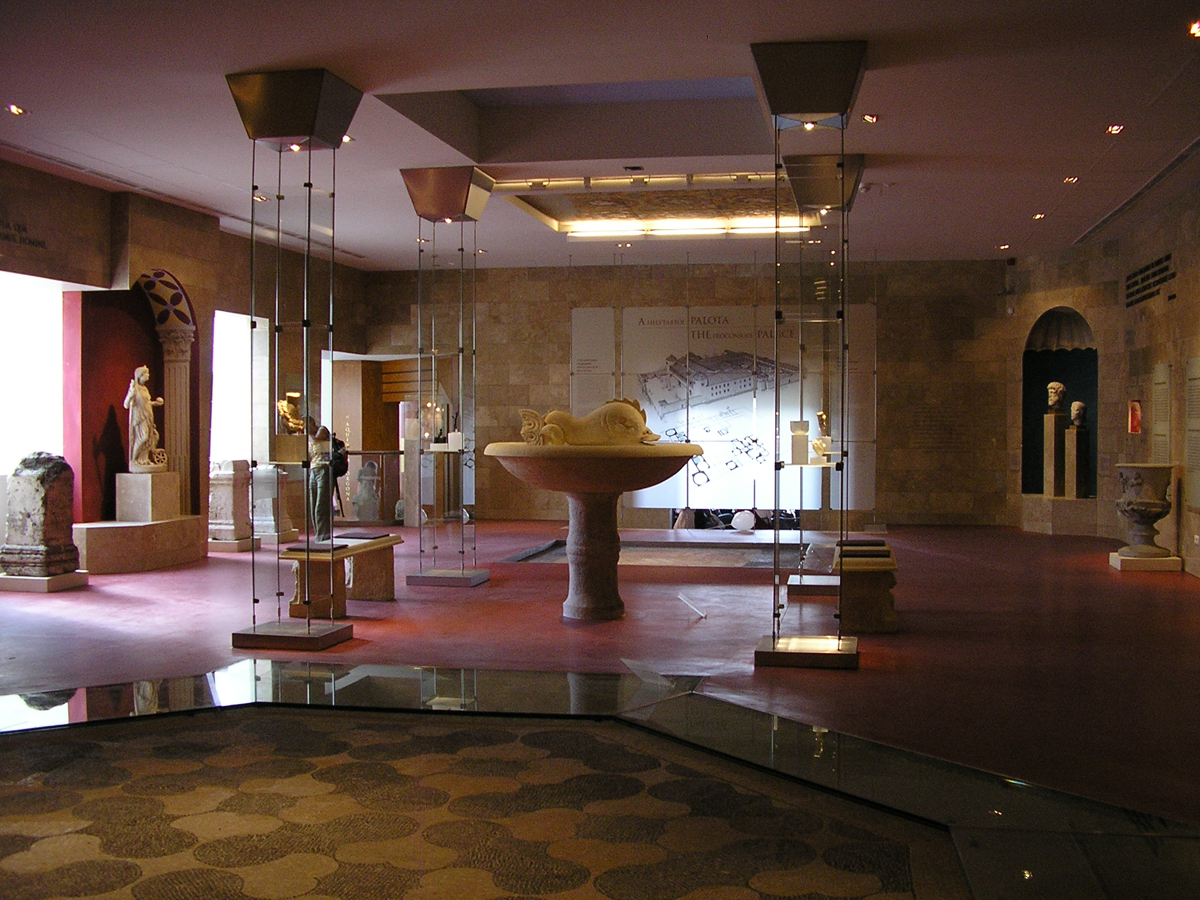
Raum der Dauerausstellung mit Exponaten aus dem antiken Statthalterpalast

Das antike Aquincum gliederte sich in drei Teile, ein Legionslager, eine rings darum befindliche Zivilsiedlung (canabae) und eine weitere Zivilstadt weiter nördlich. Das Aquincum Museum liegt im Bereich der nördlichen antiken Zivilstadt und besteht aus zwei Hauptteilen, einem Innenbereich, in dem Funde aus den Grabungen im gesamten antiken Siedlungsareal präsentiert werden, und einem Außenbereich, in dem Teile der antiken Bebauung konserviert sind und durch Infotafeln erläutert werden. Zu dem Museum gehören außerdem einige Schwerpunktsammlungen verschiedener Fundgattungen, von denen einige ausschnittsweise im Außenbereich des Museums aufgestellt sind, nämlich die antiken Inschriften, Reliefs und verzierten Steinblöcke (Lapidarium), die gestempelten Ziegel sowie die Mühlsteine. Weitere spezialisierte Sammlungsbereiche des Museums widmen sich den Münzen, den Tierknochen, Mosaiken und Wandmalereien sowie antiken Holzgegenständen.

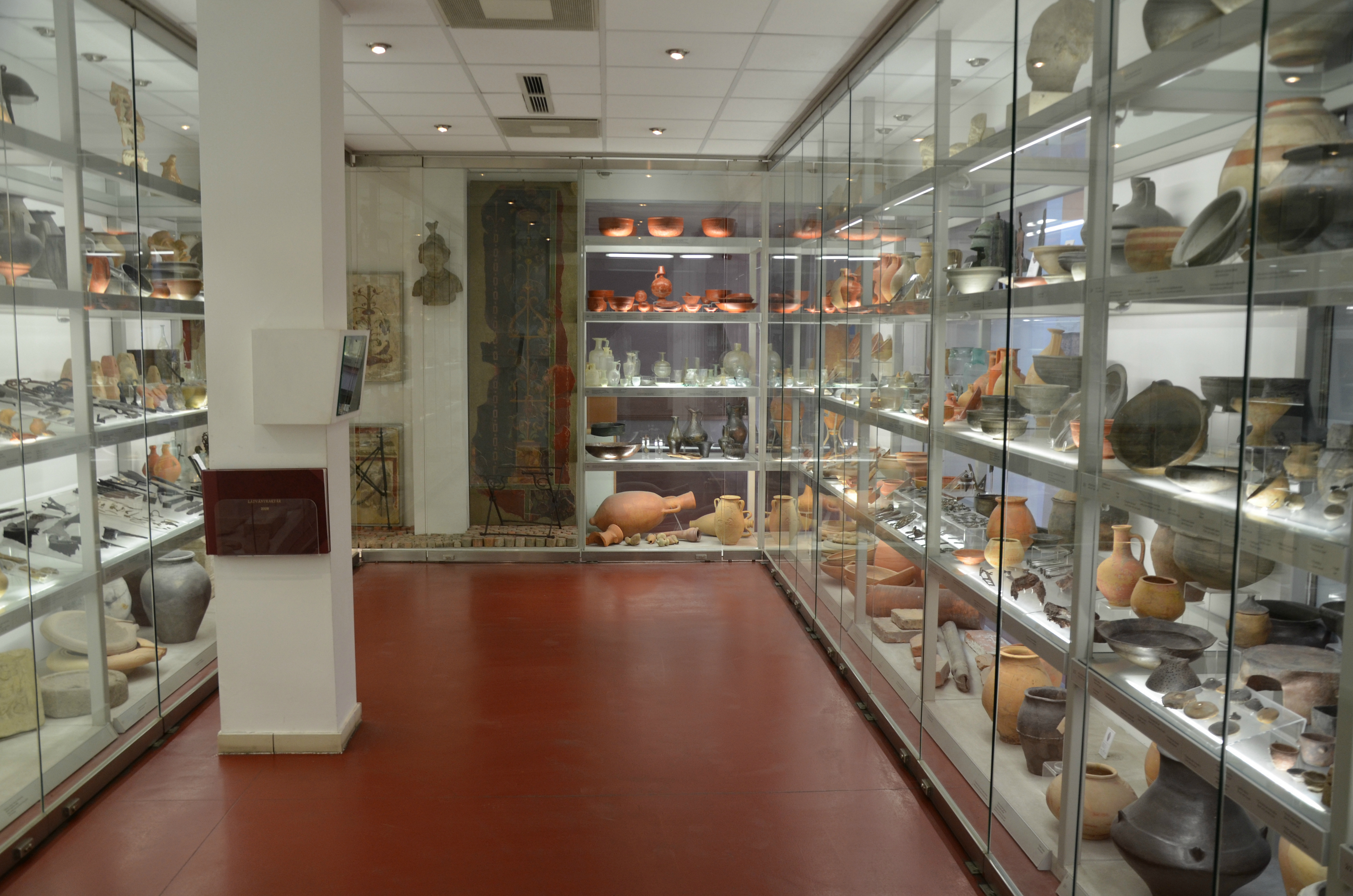
Das Látványraktár („Schaumagazin“) des Museums

Die Exponate in den Räumlichkeiten des Museums reichen zeitlich über die römische Antike hinaus und umfassen auch Grabungsfunde aus anderen Epochen, nämlich der vorangegangenen ur- und frühgeschichtlichen Zeit und der anschließenden Völkerwanderungszeit. Sie stammen vielfach aus den über 10.000 wissenschaftlich begleiteten Ausgrabungen, die nach Stand 2009 seit Gründung des Historischen Museums 1887 durchgeführt wurden. Eine repräsentative Auswahl der Bestände wird in dem sogenannten „Schaumagazin“ (ungarisch Látványraktár, englisch als „visual store“ bezeichnet) ausgestellt. Dieser Raum besteht aus 16 großen gläsernen Vitrinen mit insgesamt 70 Fächern, in denen insgesamt um die 1500 der museumseigenen Artefakte chronologisch sortiert und innerhalb der einzelnen Epochen thematisch gegliedert präsentiert werden, mit knappen Angaben zu jedem Objekt, aber ohne erläuternde Infotafeln oder Ähnliches. Der Schwerpunkt liegt hierbei auf der Römerzeit.
Weitere Ausstellungsräume widmen sich im klassischen Museums-Format der Geschichte und Bedeutung des antiken Aquincum, mit einem Schwerpunkt auf dem Palast des niederpannonischen Statthalters. Zu den ausgestellten Gegenständen gehören Mosaiken und Wandmalereien, Plastiken aus Bronze und Terrakotta sowie Gefäße aus Glas und Keramik. Ein herausragender Fund ist die Orgel von Aquincum, eine tragbare Orgel aus dem 3. Jahrhundert n. Chr. und eine der wenigen erhaltenen antiken Orgeln überhaupt. Im Außenbereich werden unter anderem das Forum der Zivilstadt von Aquincum mit der Basilika (Gerichtshalle), mehrere Thermen, ein Mithras-Heiligtum und eine Markthalle mit rundem Tempelchen im Innenhof präsentiert, daneben einige Wohn- und Geschäftshäuser.
Neben den konservierten Grundmauern der antiken Gebäude wurde ein Gebäude im Außengelände des Museums vollständig rekonstruiert und mit Replikaten antiken Mobiliars ausgestattet, nämlich das sogenannte „Haus des Malers“. Einige weitere Bauwerke des antiken Aquincum, die nicht auf dem Areal des Museums liegen, sind entweder in konservierter Form frei zugänglich oder über dort eingerichtete kleine Zweigmuseen zu besichtigen. Letzteres ist der Fall beim Bädermuseum, das die großen Thermen des Legionslagers von Aquincum umfasst, bei der „Hercules-Villa“ im Bereich der canabae des Legionslagers und beim „Militärstadt-Museum“, das weitere Bauten der antiken canabae umfasst. Zu den frei zugänglichen konservierten Gebäuden gehören Teile des Kastells Contra Aquincum auf der Ostseite der Donau und das Amphitheater der Zivilstadt von Aquincum nordwestlich des Museums.

Beispiele für bedeutende Exponate des Museums
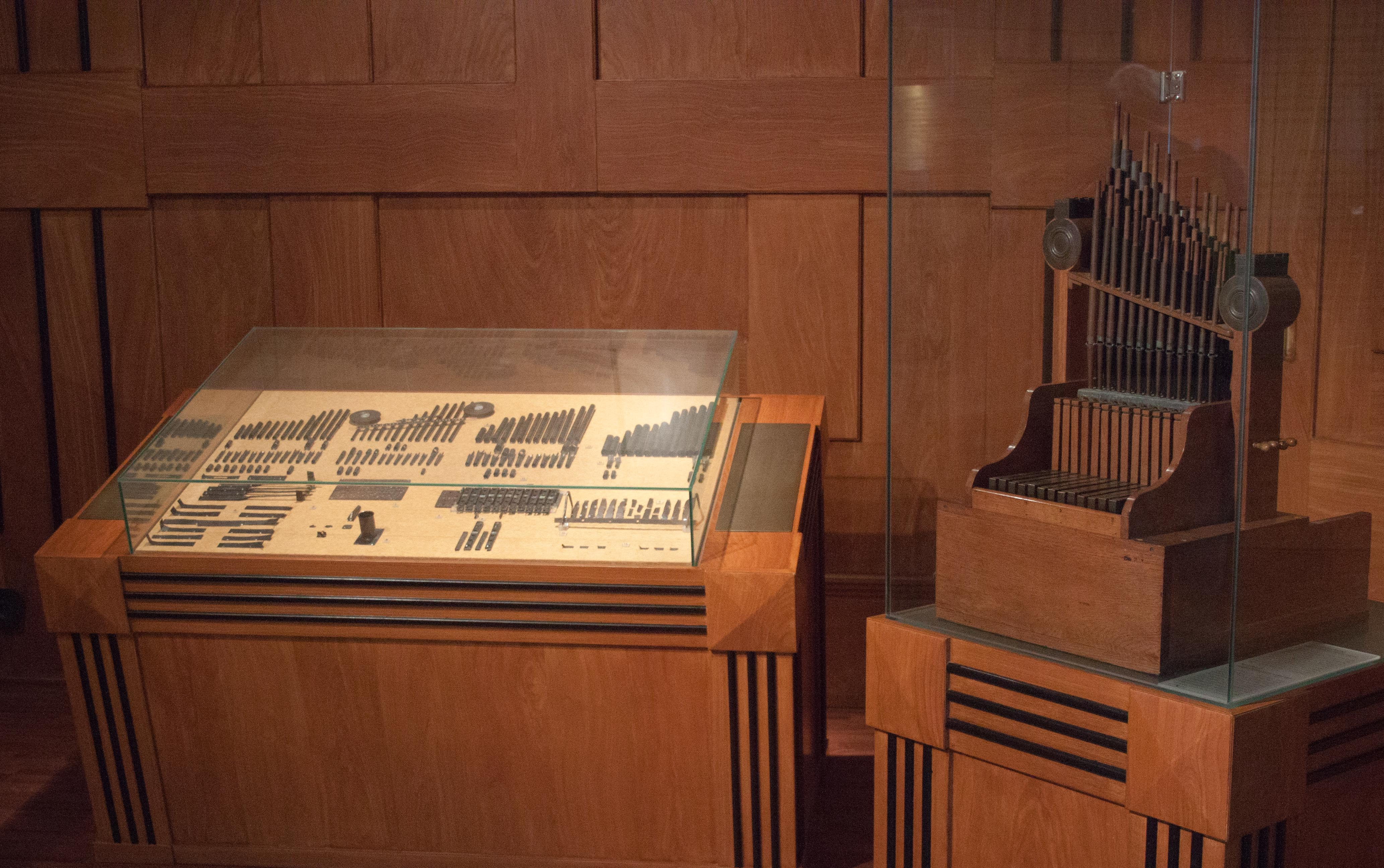
Die gefundenen Einzelteile der Orgel von Aquincum (links) und eine spielbare moderne Rekonstruktion (rechts)
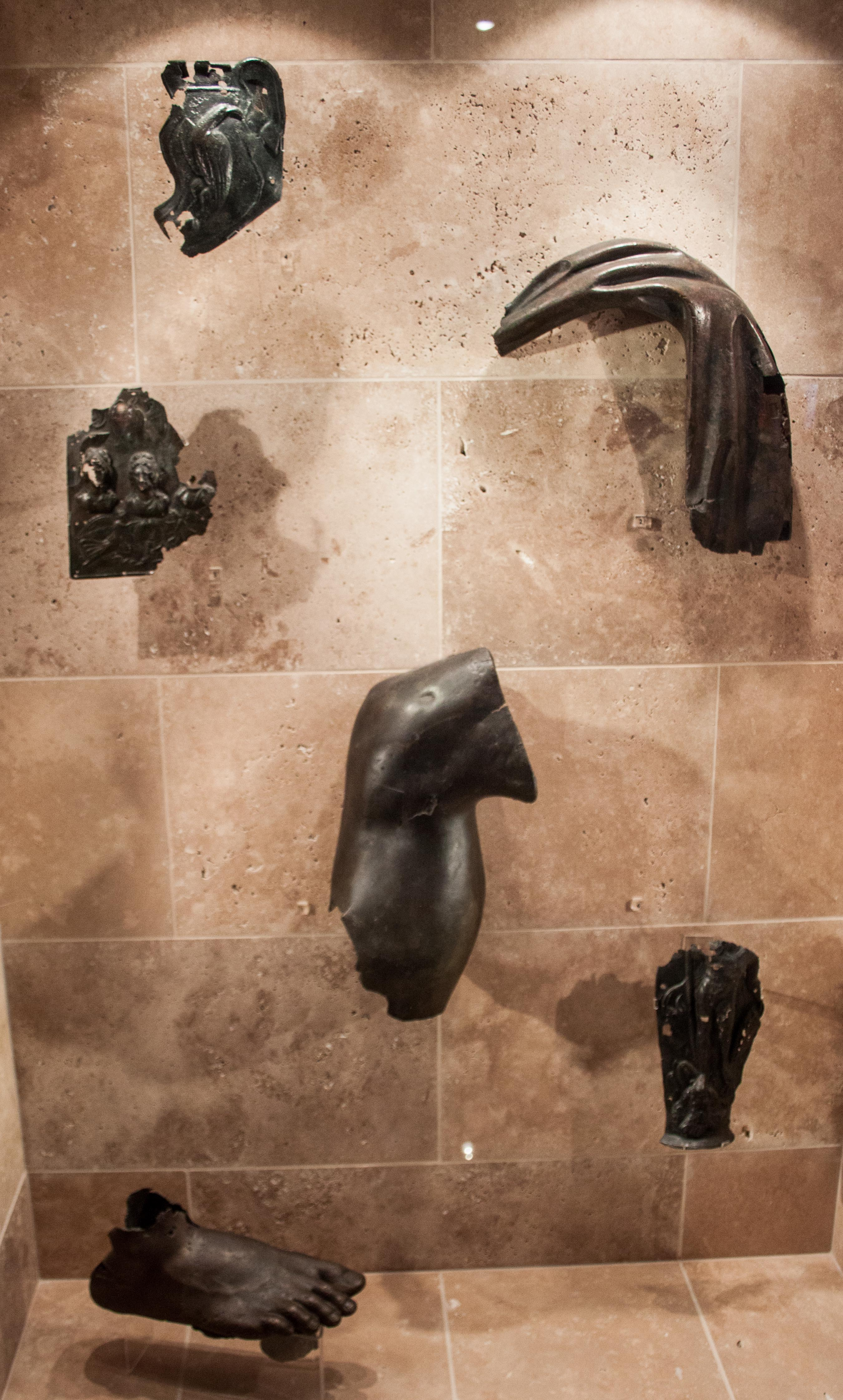
Fragmente einer römischen Kaiserstatue aus Bronze
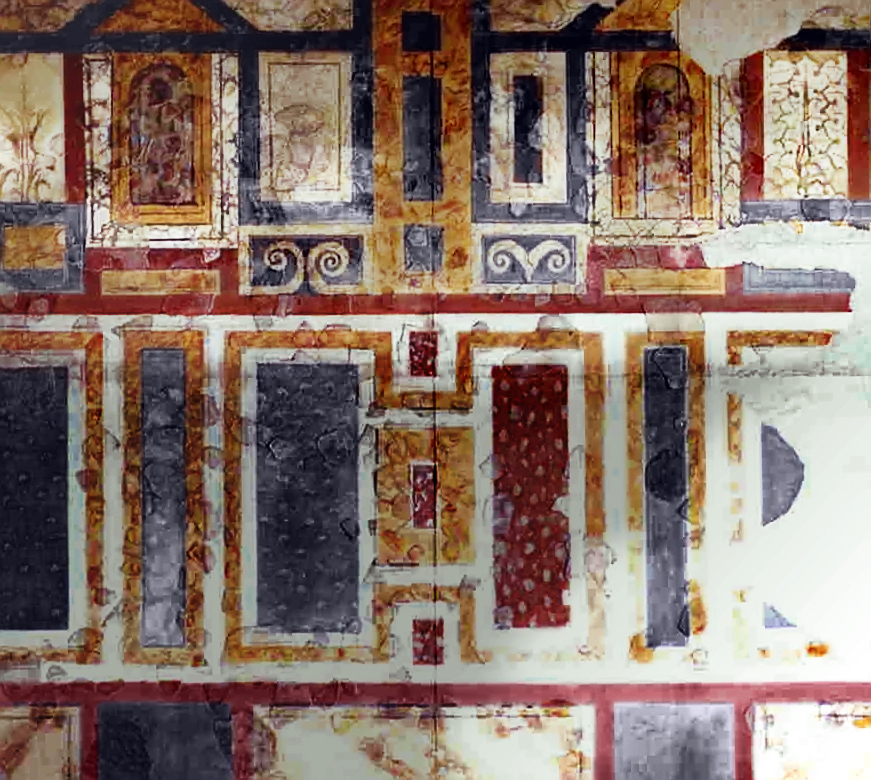
Spätantikes Wandfresko aus dem Statthalterpalast von Aquincum
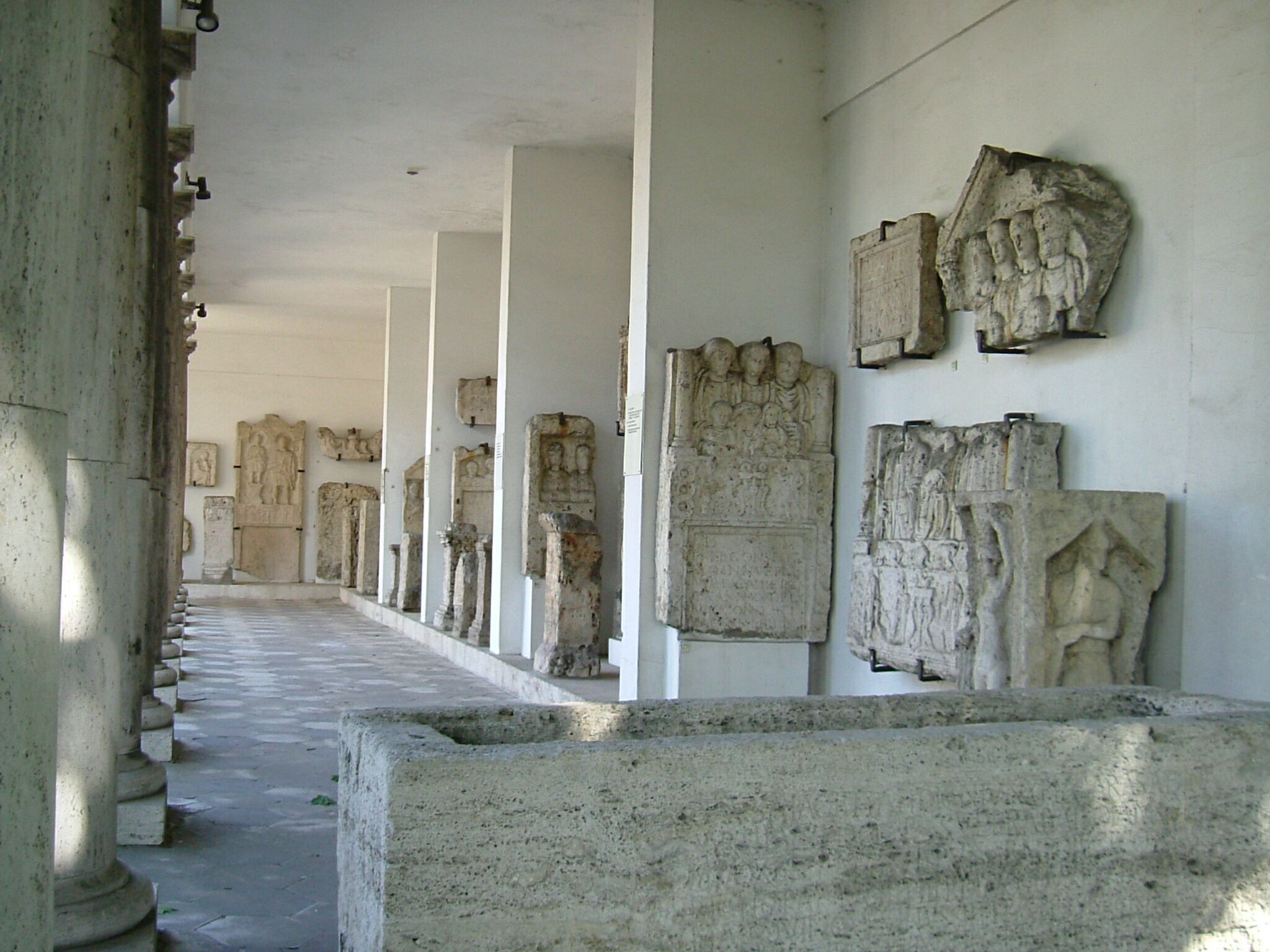
Antike Grabdenkmäler im Lapidarium des Museums
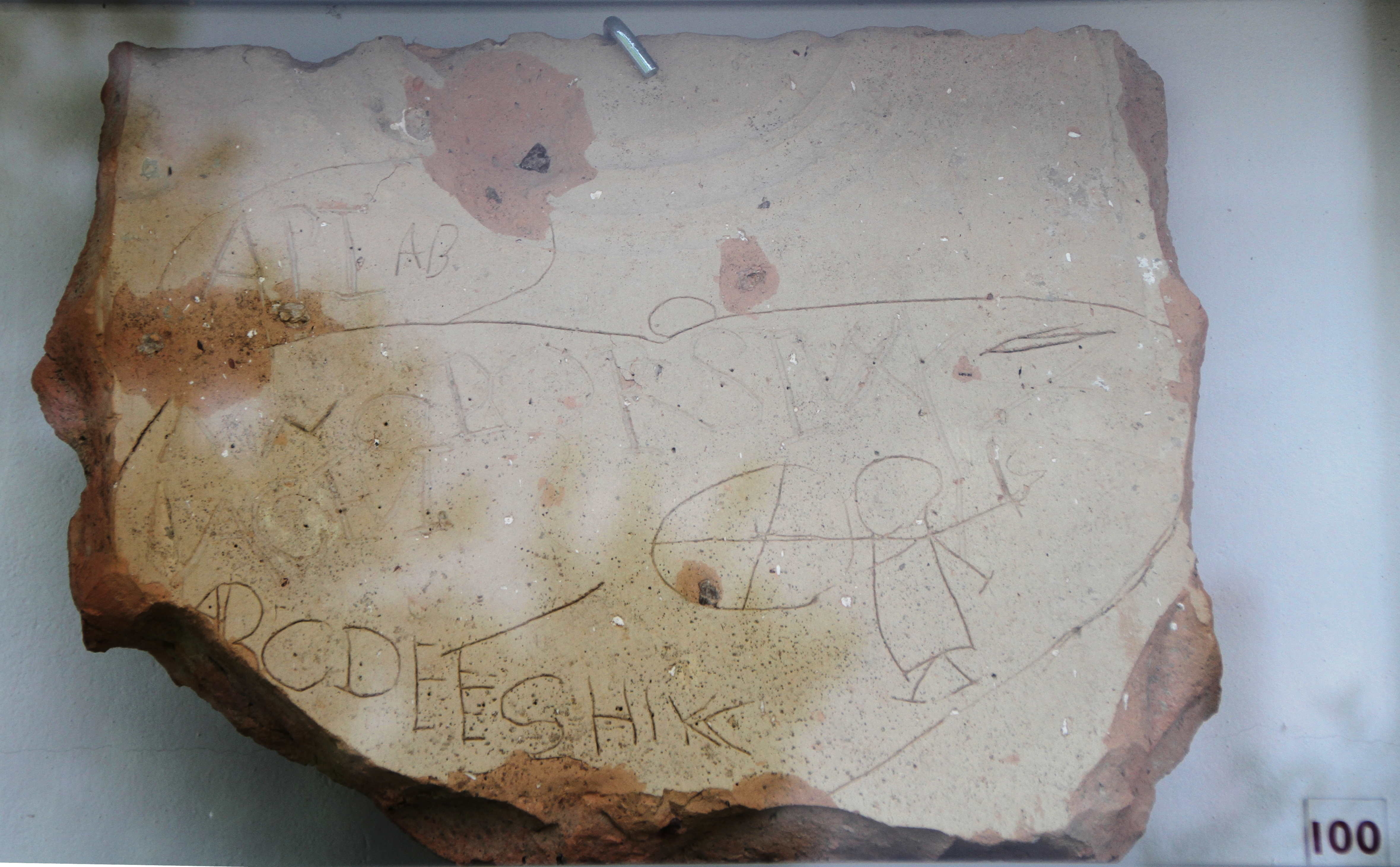
Römischer Ziegel (Tegula) mit den ersten Buchstaben des lateinischen Alphabets (Abecedarium)

## Geschichte

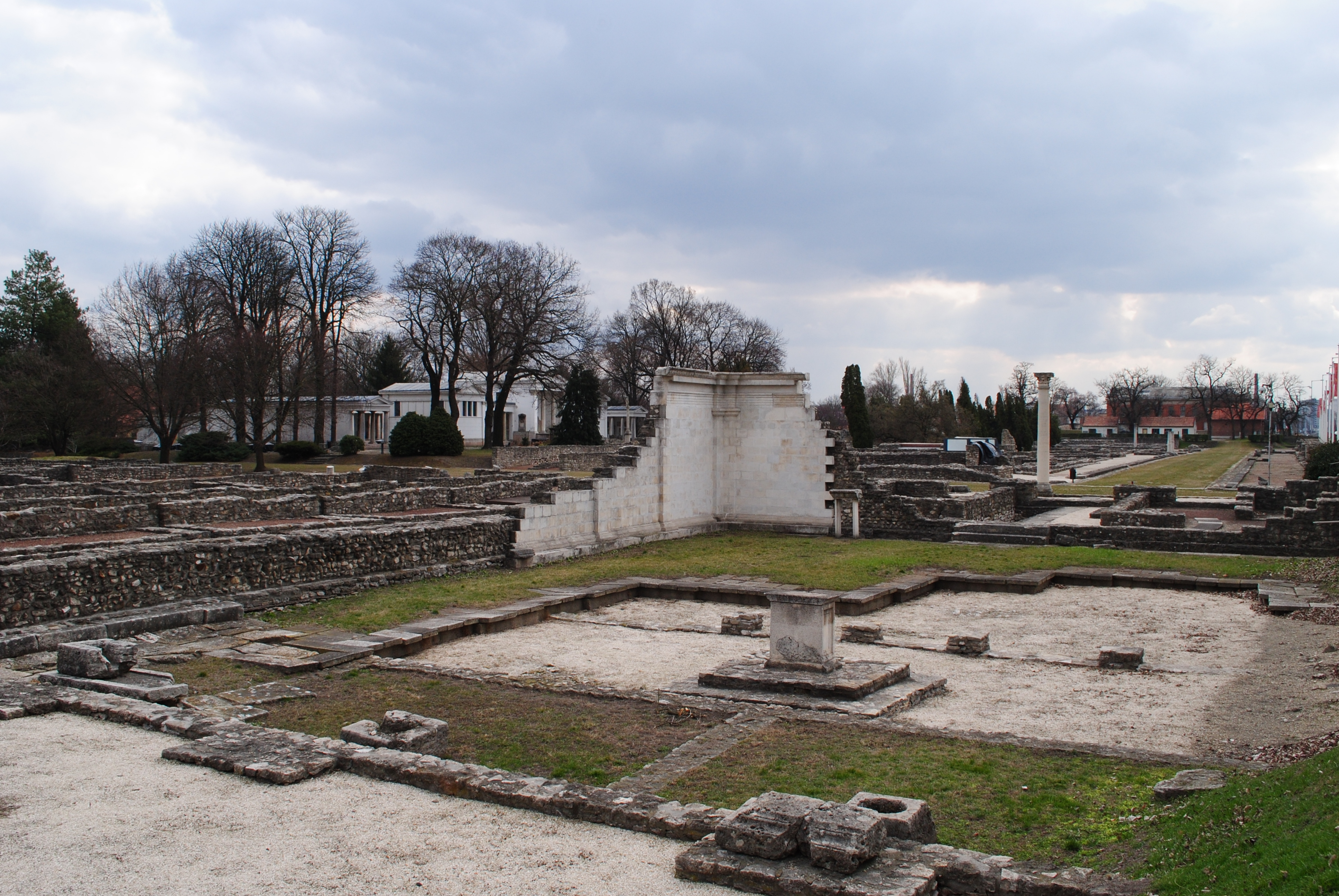
Blick über die konservierten römischen Gebäude, im Vordergrund das Forum mit einem zentralen Altar, rechts im Hintergrund eine Hauptstraße der Stadt

Die ab dem späten 18. Jahrhundert teilweise zufällig entdeckten, teilweise gezielt erforschten Überreste des antiken Aquincum wurden durch einen Erlass des Budapester Stadtrates im Jahr 1878 gesetzlich unter Schutz gestellt. Bereits zwei Jahre später begannen systematische Forschungs- und Grabungstätigkeiten, mit deren Ergebnissen 1889 eine erste museale Ausstellung in der Krempl-Mühle gestaltet wurde. Kurz darauf wurde mit dem Bau eines eigenen Museumsgebäudes begonnen, das 1894 eingeweiht und anlässlich der Budapester Millenniumsausstellung 1896 um zwei Seitenflügel ergänzt wurde. Seine Hauptfront imitiert eine antike Tempelfassade, zu deren beiden Seiten sich Portiken anschließen, die die Verbindung zu den Seitenflügeln herstellen. Treibende Kraft bei der Entstehung des Museums wie auch der anderen Abteilungen des Budapester Historischen Museums war der Archäologe Bálint Kuzsinszky. Bei der Eröffnung am 10. Mai 1894 umfasste der Bestand des Aquincum Museums annähernd 3000 Objekte, von denen ein Großteil auch in der Dauerausstellung präsentiert wurde, da noch keine Räumlichkeiten für ein Depot existierten. 1902 entstand das hinter dem Museumsbau gelegene Lapidarium, das 1904 und 1928 seinerseits jeweils eine Erweiterung erfuhr. Nach mehrmaligen Ausbauten erhielt auch das Hauptgebäude des Museums in den 1930er Jahren seine endgültige Form.
Im Jahr 1941 entstanden Pläne für einen grundlegenden Ausbau des Museums, die jedoch durch die Entwicklungen des Zweiten Weltkriegs vereitelt wurden. Zudem wurde der archäologische Park im Verlauf des Krieges insgesamt zwölfmal von Bombentreffern in Mitleidenschaft gezogen, wobei auch etwa 40 % des Museumsgebäudes und ebenfalls 40 % der (teils auch an anderen Orten aufbewahrten) archäologischen Funde zerstört wurden. Nach Kriegsende wurde eine neue Dauerausstellung erarbeitet, die 1948 eröffnet wurde. Von 1963 bis 1973 fanden umfangreiche Konservierungsmaßnahmen in den Außenarealen des Museums statt, um die teilweise seit dem 19. Jahrhundert dem Wetter und dem Verfall ausgesetzten Grundmauern zu schützen. Seit 1989 besteht eine museumspädagogische Abteilung. Ebenfalls seit den 1980er Jahren wurden die internationalen Kooperationen des Museums verstärkt. Als Ergebnis entstand beispielsweise die Wanderausstellung „Das römische Budapest“, die ab 1986 in Museen in Deutschland, Österreich und den Niederlanden zu Gast war, und als Ergebnis einer mehrjährigen Zusammenarbeit mit der „Römerstadt Augusta Raurica“ wurde 1997/1998 die umfangreiche internationale Ausstellung „Out of Rome: Augusta Raurica/Aquincum. Das Leben in zwei römischen Provinzstädten“ präsentiert.
Nach dem Zusammenbruch des Kommunismus wurde 1991 das Gelände des vormaligen Ungarischen Verbands für Landesverteidigung (MHSZ), das sich südlich des Museums befand, in dieses mit einbezogen. Dort entstanden unter anderem Lagerräume und die Konservierungswerkstatt. Von 2005 bis 2008 kam es zu einem weiteren Ausbau des Museums, nachdem die Stadtverwaltung ein an das Museumsgelände angrenzendes ehemaliges Elektrizitätswerk aufgekauft hatte. Die Dauerausstellung des Museums konnte daraufhin aus den beengten und unbeheizten Räumlichkeiten des alten Museumsbaus in das neu hinzugewonnene Gebäude umziehen. Das ursprüngliche Museumsgebäude wird seitdem bei Bedarf für Sonderausstellungen genutzt.

Entwicklung der Museumsbauten
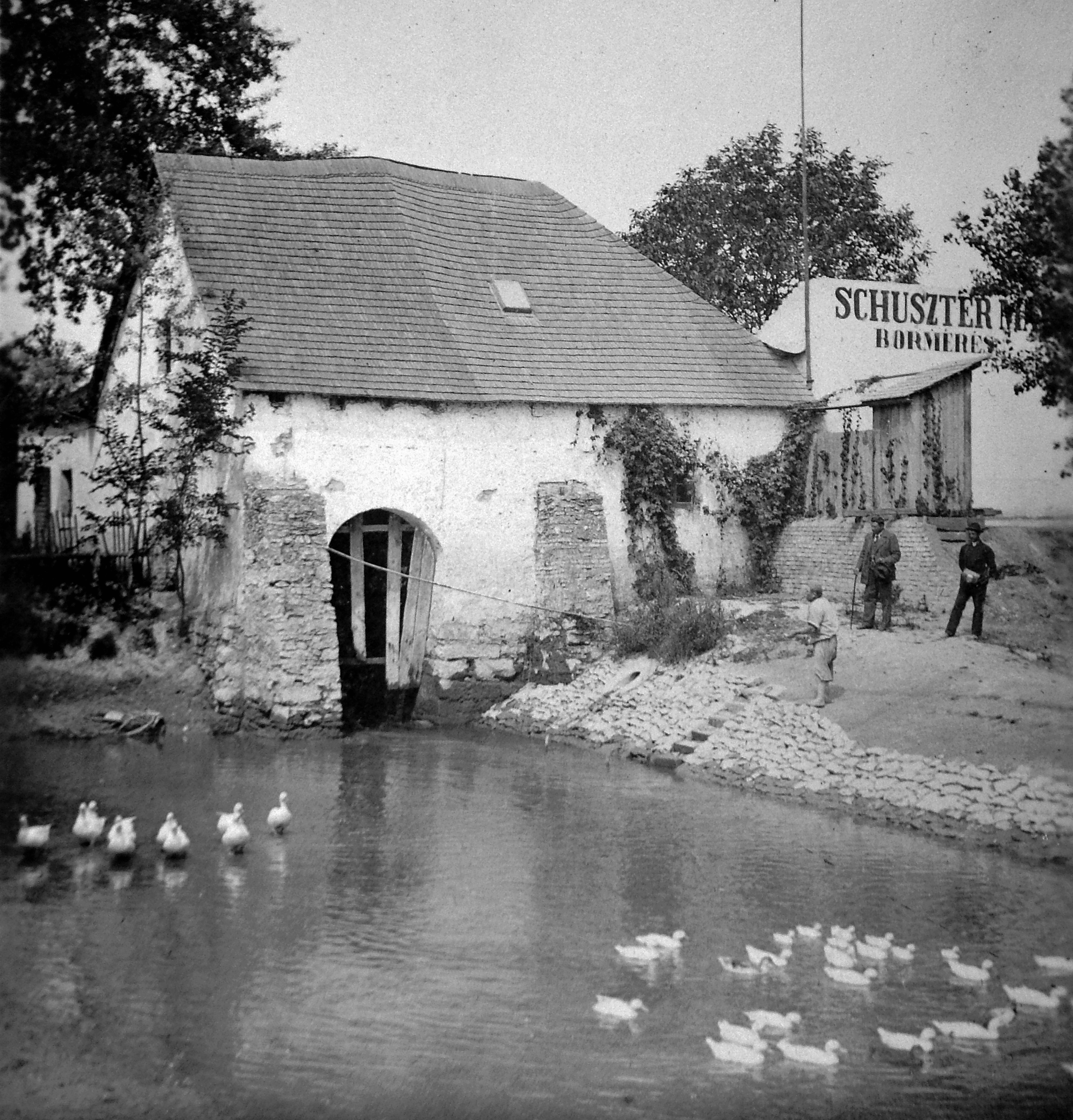
Die Krempl-Mühle, Ort der ersten dauerhaften Museumsausstellung zu Aquincum, im Jahr 1905
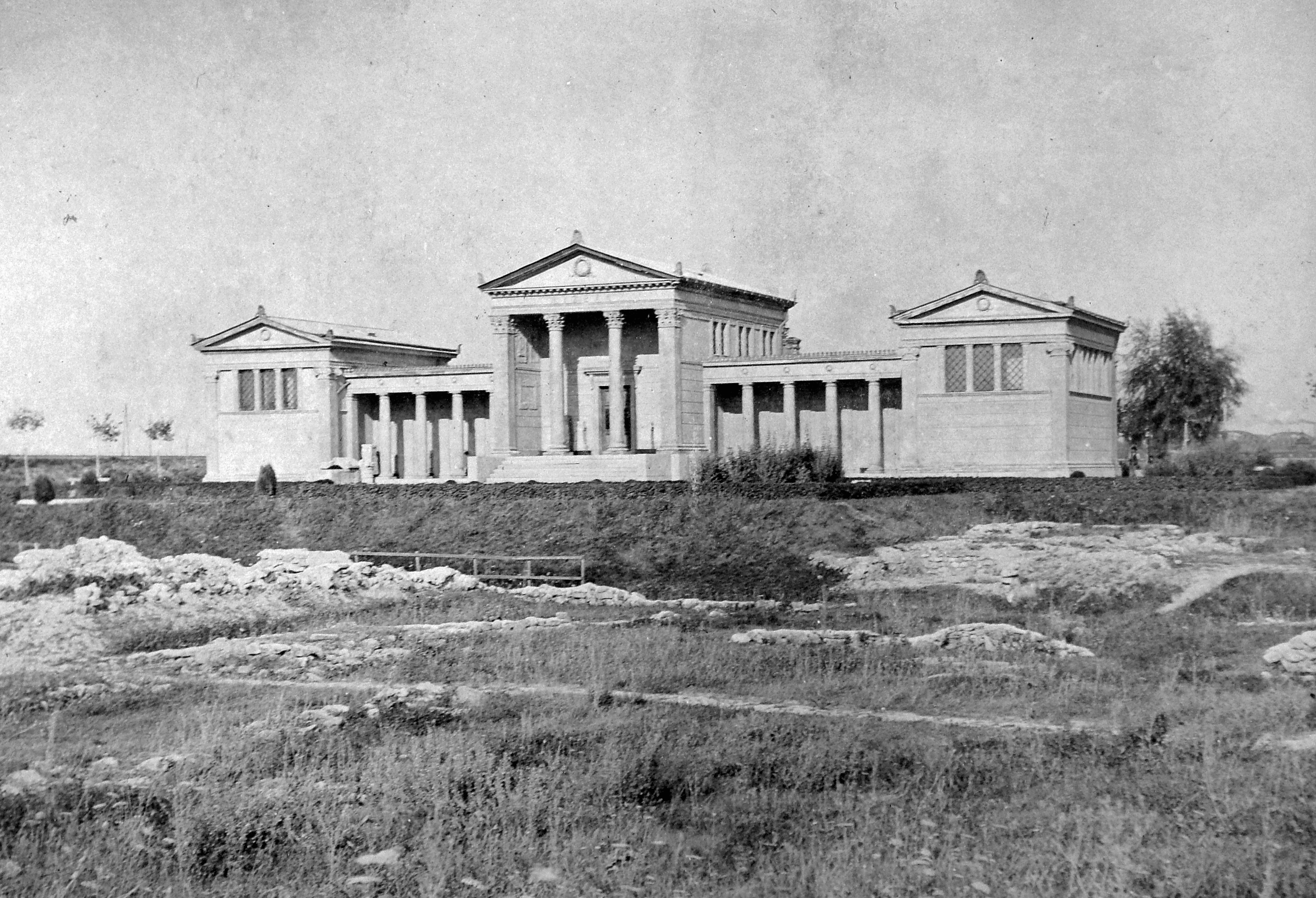
Altes Museumsgebäude mit den beiden Seitenflügeln, Ansicht aus dem Jahr 1920
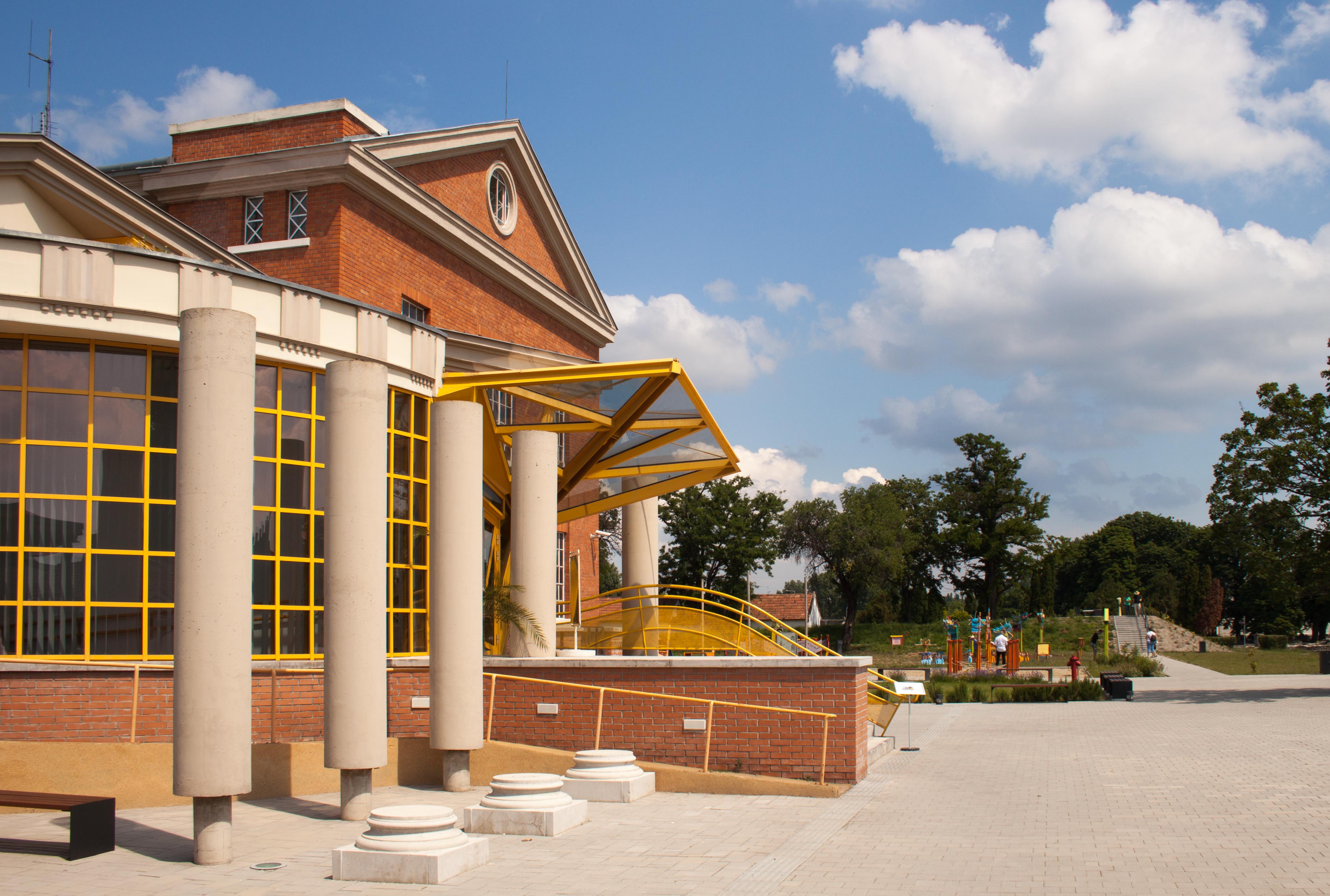
Eingang zum neuen Museumsgebäude mit der Dauerausstellung
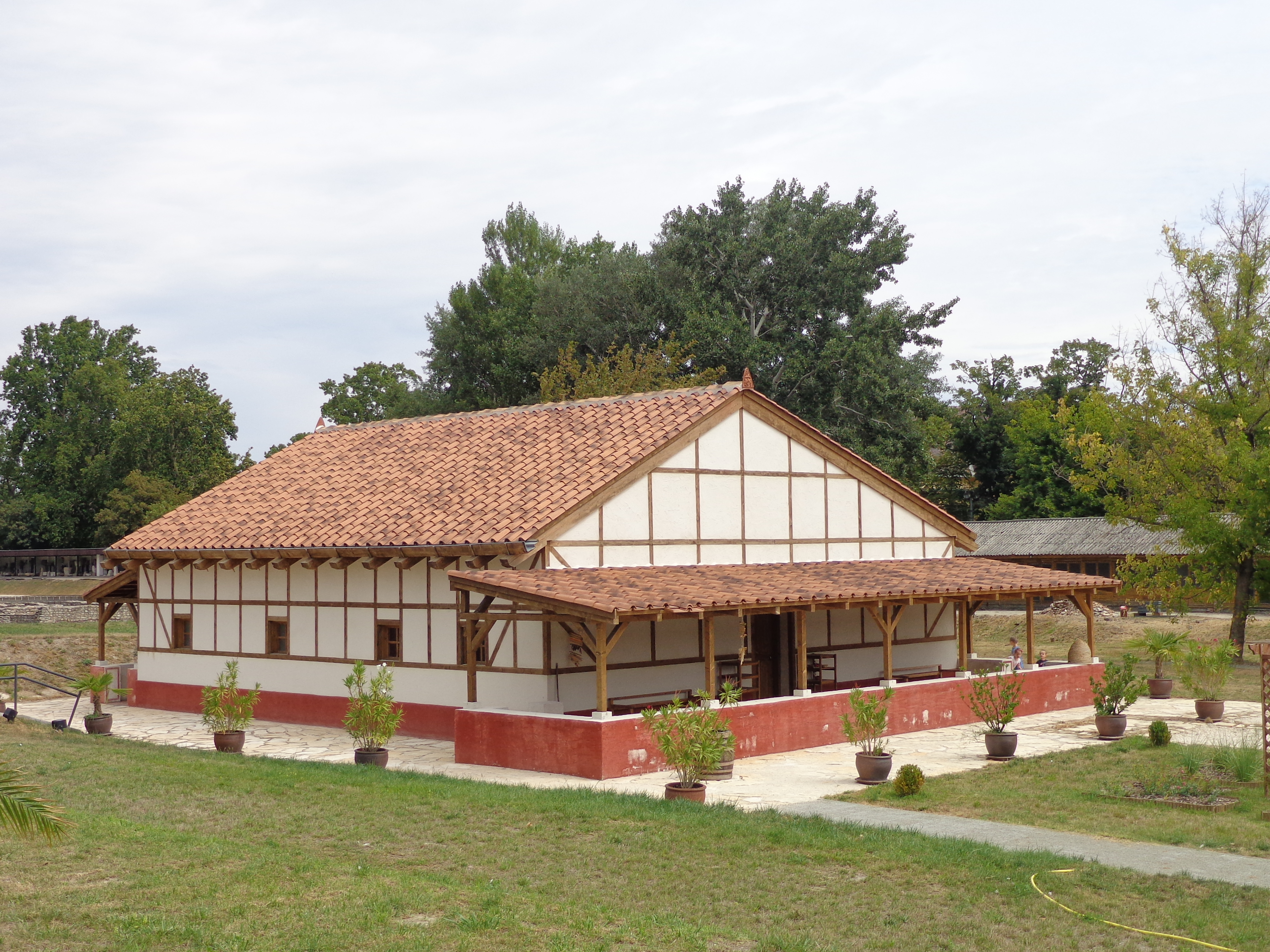
Begehbare Rekonstruktion des „Hauses des Malers“
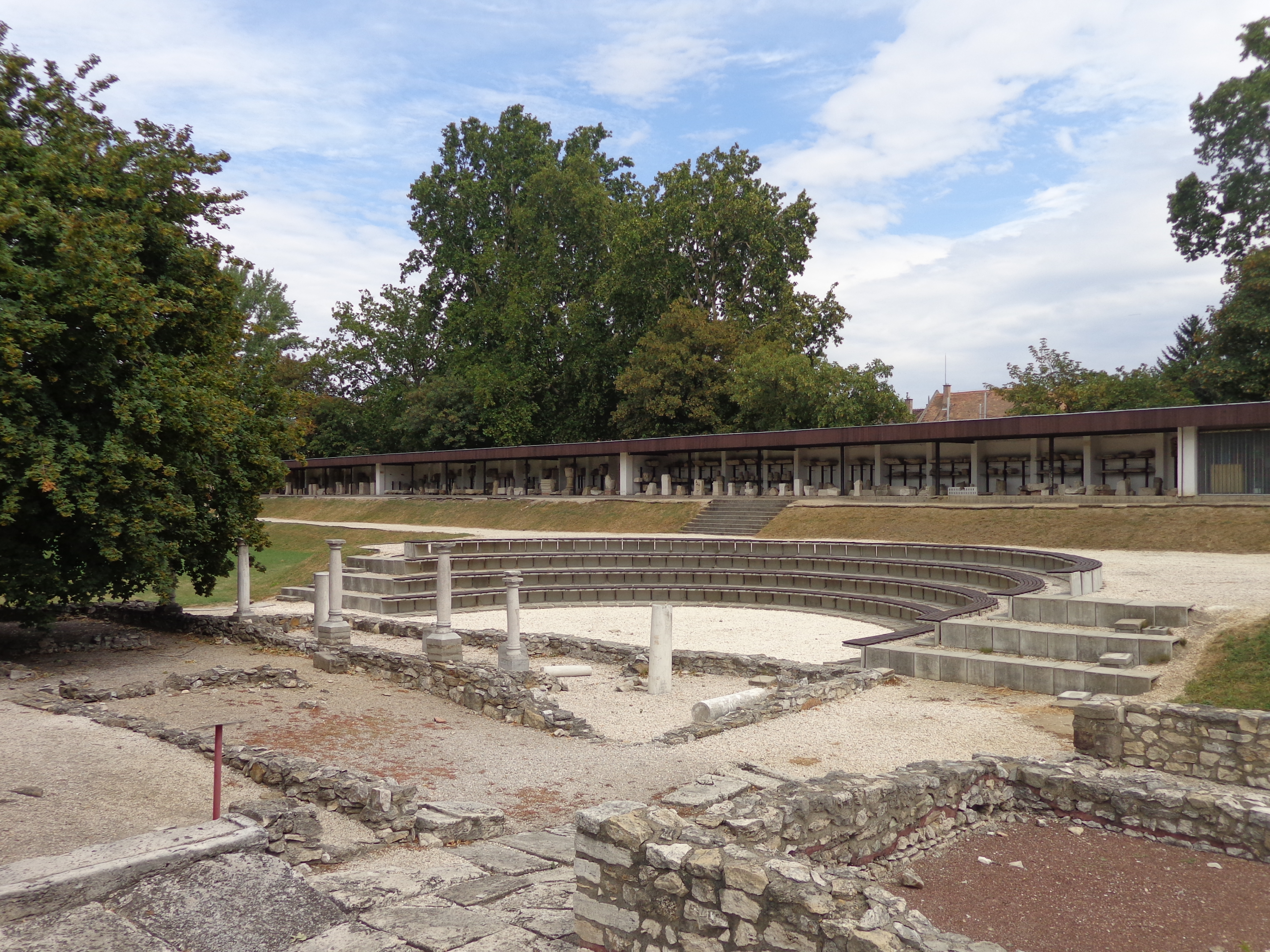
Im Vordergrund einige der konservierten Grundmauern, dahinter das 1995–1998 errichtete Theater und im Hintergrund das Lapidarium